# Flume
Flume, właśc. Harley Edward Streten (ur. 5 listopada 1991) – australijski muzyk i kompozytor muzyki elektronicznej, producent oraz DJ.
Jego debiutancki album wydany 9 listopada 2012 roku zdobył szczyt australijskiej listy najlepiej sprzedających się albumów (ARIA Albums Charts) i 13. miejsce w Nowej Zelandii. Główny singiel "Holdin On" znalazł się wśród dwudziestu najlepszych singli w Australii (według ARIA Singles Chart) i na 22. miejscu w Nowej Zelandii. Album oraz singiel zapewniły muzykowi cztery statuetki spośród siedmiu nominacji podczas ARIA Music Awards of 2013. Flume zdobył nagrody w kategoriach: najlepszy artysta, najlepszy debiut wydawniczy, najlepsze wydawnictwo dance oraz producent roku.

## Życiorys
Harley Edward Streten urodził się 5 listopada 1991 roku w Redtown w Sydney i tam dorastał. Zaczął komponować w wieku około 13 lat przy użyciu prostego dysku zainstalowanego w pudełku po płatkach śniadaniowych.

## Kariera
Twórczość Stretena odkryto w 2011 roku podczas konkursu artystów organizowanego przez wytwórnię Future Classic zarządzaną przez Steve'a Gatesa. Dzięki zgłoszeniu utworów "Sleepless", "Over You" i "Paper Thin" Flume wygrał konkurs i podpisał kontrakt z Future Classic.
Wydany 9 listopada 2012 roku debiutancki album pod tytułem "Flume" zyskał wyjątkową aprobatę krytyków. Podczas nagrań zaproszono do współpracy takich artystów, jak George Maple, Moon Holiday, Jezzabell Doran, Chet Faker oraz nowojorskiego rapera o pseudonimie T.Shirt. Album zajął 1. miejsce listy australijskiego ITunes i początkowo 2. miejsce ARIA Albums Chart.
Podczas Australia Day 2013 cztery utwory trafiły do zestawienia 100 najgorętszych utworów radia Triple J. Pierwszy singiel albumu, "Holdin On", zajął miejsce 4., najwyższe spośród australijskich utworów. Pozostałe zajęły kolejno miejsca 12. (remix "Hyperparadise"), 18. "Sleepless" oraz 67. ("On Top"). Na liście najlepiej sprzedających się singli według ARIA "Holdin On" uplasował się na swojej najwyższej pozycji (miejsce 17.), remix "hyperparadise" na 38., "Sleepless" i "On Top" kolejno na 53. i 75.
Flume to pierwszy od 2008 roku album z gatunku muzyki elektronicznej, który znalazł się na 1. miejscu sprzedaży ARIA Albums Chart.
W grudniu 2012 roku Streten zapowiedział wydanie we współpracy z wytwórnią Mom + Pop Music swojego debiutanckiego albumu w Ameryce Północnej. Album wydany 21 lutego 2013 roku zdobył duże poparcie amerykańskich krytyków, zyskując średnią 73 punktów na 100 według Metacritic, strony internetowej gromadzącej recenzje.
Zapowiedziana w lutym 2013 australijska trasa koncertowa "Infinity Prism Tour" trwała od kwietnia do maja i zgromadziła 40 000 widzów.
4 lipca 2015 roku zagrał koncert na Open'er Festival w Gdyni, jednocześnie zamykając cały festiwal. Z kolei od początku 2016 roku trwała jego największa trasa w karierze zatytułowana "Flume World Tour", w trakcie której artysta zawitał do Poznania.
27 maja 2016 roku australijski artysta wydał swój drugi album "Skin", który odniósł spory sukces na całym świecie. Longplay zyskał tytuł albumu roku 2016 według ARIA Music Awards. Największym osiągnięciem drugiego krążka Flume'a jest wygrana Grammy 2017 w kategorii "Najlepszy Album Dance/Elektroniczny".
20 marca 2019 roku został wydany mixtape pod tytułem Hi This Is Flume, nad którym artysta pracował od 2017 roku. Bez szerszej zapowiedzi, dzieło ukazało się na platformie Youtube, wraz z wizualizacją reżyserii Jonathana Zawady. Mixtape składa się z 17 utworów, w których gościnnie wystąpili między innymi: Kučka, Jpegmafia, SOPHIE, HWLS. Całość ma charakter muzyki eksperymentalnej. Dzieło zostało bardzo ciepło przyjęte zarówno ze strony publiki, jak i krytyków. Po premierze mixtapu, ukazały się również dwa single: Let You Know (gościnnie: London Grammar), Rushing Back (gościnnie: Vera Blue) oraz EP pt. Quits (trzy utwory, w których gościnnie wystąpił Reo Cragun). Tego samego roku Flume wyruszył w kolejną trasę koncertową, podczas której 28 października 2019 roku wystąpił w Warszawie (Hala Torwar). W trakcie trasy, wraz z australijskim producentem na scenie pojawiali się również wokaliści: Reo Cragun oraz Vera Blue.

## Projekty poboczne
Flume oraz Chris Emerson, producent i DJ z Sydney, stworzyli duet o nazwie What So Not. Pod koniec listopada 2013 roku na swoim profilu SoundCloud umieścili utwór pod tytułem "Jaguar", który zyskał 15 000 odtworzeń w ciągu 4 godzin. Wydanie teledysku miało miejsce na przełomie 2013 i 2014 roku.

## Dyskografia
- 2012: Flume
- 2013: Lockjaw (EP)
- 2016: Skin, Skin Companion EP I (EP)
- 2017: Skin Companion EP II (EP)
- 2019: Hi This Is Flume (mixtape), Quits (EP)